# ورگ (شیروان)
ورگ روستایی در دهستان گلیان بخش مرکزی شهرستان شیروان استان خراسان شمالی ایران است.
همچنین این روستا زادگاه سردار محمد علی خان مجرد ورگ است ؛ کسی که در جریان شورش کرد های خراسان بر علیه کلنل محمد تقی خان پسیان وی را به ضرب گلوله به قتل رساند.

## جمعیت
بر پایه سرشماری عمومی نفوس و مسکن در سال ۱۳۹۵ جمعیت این مکان ۴۵۲ نفر (۱۳۸خانوار) بوده‌است.